# Jaswant Singh
Jaswant Singh Jasol (Barmer, 3 de enero de 1938 - Nueva Delhi, 27 de septiembre de 2020) era un oficial del ejército indio y un ministro del gabinete indio. Fue uno de los miembros fundadores del Partido Bharatiya Janata (BJP), y fue uno de los parlamentarios más antiguos de la India, habiendo sido miembro de dos cámaras casi continuamente entre 1980 y 2014
Fue elegido en un boleto del BJP al Rajya Sabha cinco veces (1980, 1986, 1998, 1999, 2004) y al Lok Sabha cuatro veces (1990, 1991, 1996, 2009). Durante la administración de Vajpayee entre 1998 y 2004, ocupó varias carteras de gabinete, incluidas Finanzas, Asuntos Externos y Defensa. También se desempeñó como Vicepresidente de la Comisión de Planificación entre 1998 y 1999. A raíz de las pruebas nucleares de la India de 1998, el primer ministro Vajpayee lo designó como representante de la India para mantener un diálogo repetido a largo plazo con los EE. UU. (Representado por Strobe Talbott) sobre asuntos relacionados con la política y la estrategia nucleares; el resultado del compromiso sostenido fue positivo para ambos países. Después de que su partido perdió el poder en 2004, Jaswant Singh se desempeñó como líder de la oposición en el Rajya Sabha de 2004 a 2009.
Singh provocó el disgusto de sus compañeros de partido cuando, después de que el partido sufriera su segunda derrota consecutiva en 2009, hizo circular una nota exigiendo una discusión a fondo sobre la debacle. Semanas más tarde, se publicó un libro de su autoría, en el que se descubrió que había escrito con simpatía sobre Jinnah. Después del evento, Singh se encontró marginado dentro del partido. En las elecciones de 2014, su partido decidió no presentarlo a ningún distrito electoral. Decidió competir de todos modos como independiente de su circunscripción natal de Barmer (contra el Col. Sonaram Chaudhary ) en Rajasthan. Fue expulsado del BJP el 29 de marzo de 2014 cuando no retiró su candidatura independiente y pasó a perder las elecciones.
El 7 de agosto de 2014, Jaswant Singh sufrió una caída en el baño de la residencia y sufrió una herida grave en la cabeza. Fue admitido en el hospital de investigación y referencia del ejército en Delhi para recibir tratamiento. Permaneció en estado de coma hasta su muerte en 2020.

## Primeros años
Singh nació el 3 de enero de 1938 en el pueblo de Jasol, distrito de Barmer, Rajasthan en una familia de Rajput. Su padre era Thakur Sardar Singh Rathore de Jasol y su madre era Kunwar Baisa. Singh estaba casado con Sheetal Kanwar. Tuvieron dos hijos. Su hijo mayor, Manvendra Singh, es un exmiembro del Parlamento de Barmer. Fue oficial en el ejército indio en la década de 1960 y fue alumno de Mayo College y de la Academia de Defensa Nacional, Khadakwasla.

## Vida política
Singh entró en la política en la década de 1960, y los primeros años de su vida política tuvieron un reconocimiento limitado, hasta que se inició en Jan Sangh. Saboreó el éxito en su carrera política en 1980 cuando fue seleccionado por primera vez para el Rajya Sabha, la cámara alta del parlamento indio. Se desempeñó como ministro de Finanzas en el breve gobierno de Atal Bihari Vajpayee, que duró desde el 16 de mayo de 1996 hasta el 1 de junio de 1996. Después de que Vajpayee volviera a ser primer ministro dos años después, pasó a ser Ministro de Relaciones Exteriores de la India, desde el 5 de diciembre de 1998 hasta el 1 de julio de 2002. Responsable de la política exterior, se ocupó de las altas tensiones entre India y Pakistán. En julio de 2002 volvió a ser ministro de Finanzas, cambiando de puesto en Yashwant Sinha. Se desempeñó como ministro de Finanzas hasta la derrota del gobierno de Vajpayee en mayo de 2004 y fue fundamental para definir y promover las reformas del gobierno favorables al mercado. Se le otorgó el Premio Parlamentario Sobresaliente del año 2001. El 19 de agosto de 2009, fue expulsado del BJP después de las críticas por sus comentarios en su libro que supuestamente elogiaba al fundador de Pakistán en su libro Jinnah - India, Partition, Independence . Su último puesto importante fue el de líder de la oposición en el Rajya Sabha de 2004 a 2009.
El partido le negó un boleto para disputar las elecciones parlamentarias de Lok Sabha 2014 de la circunscripción de Barmer-Jaisalmer en Rajasthan. Posteriormente fue expulsado del BJP después de decidir participar en las elecciones como candidato independiente, y perdió ante el excandidato de su partido, el coronel. Sonaram Choudhary.
Shri Jaswant Singh fue elegido de Darjeeling Seat desde el año 2009 al 2014.

## Carrera

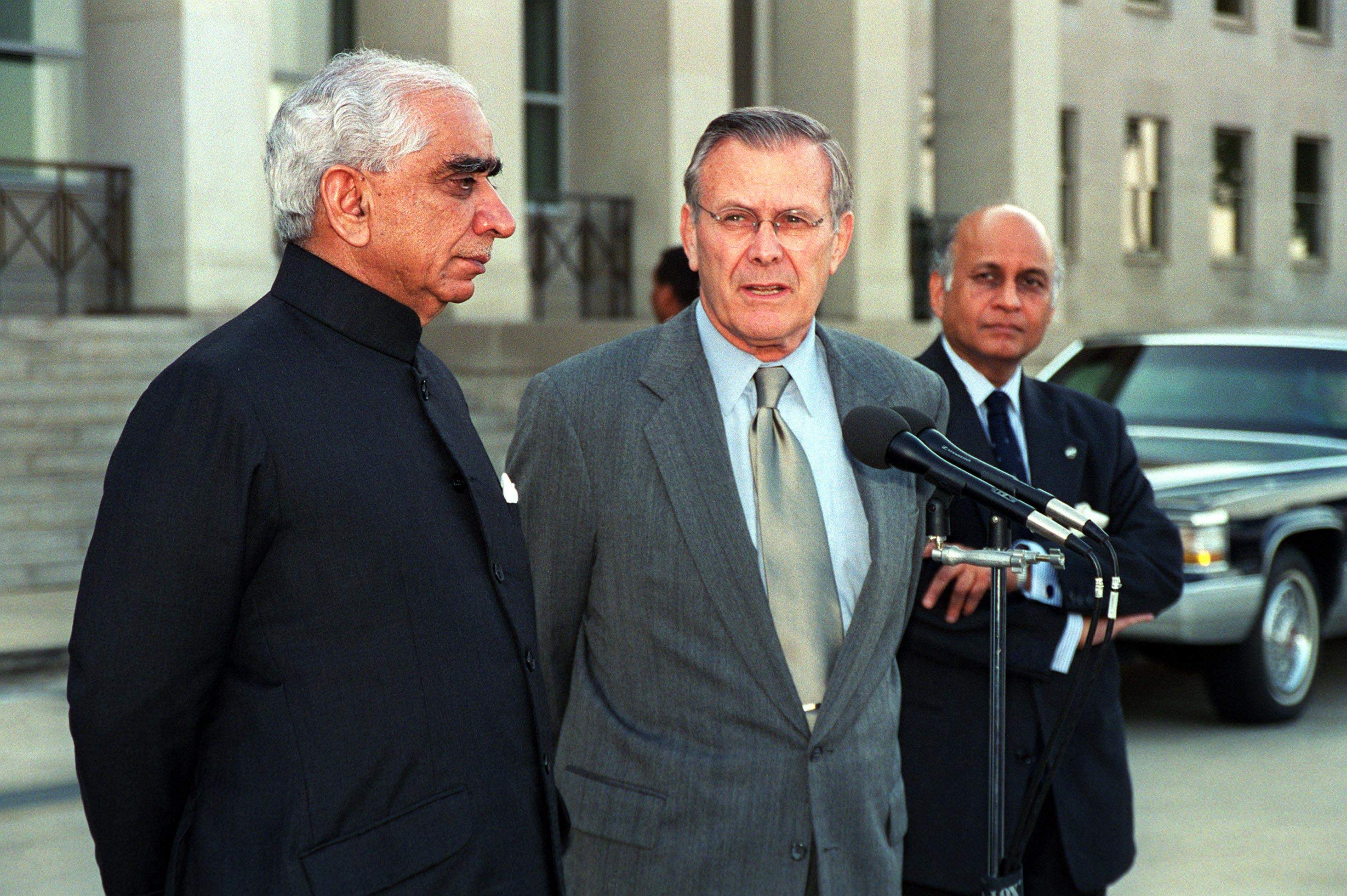
Jaswant Singh (izquierda) con Donald Rumsfeld.

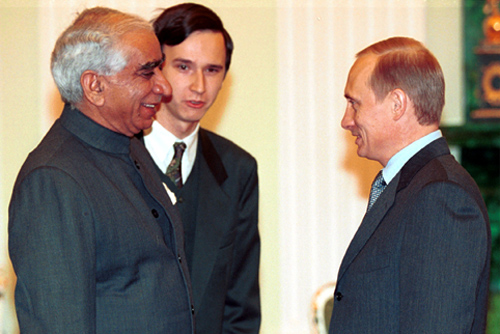
Singh con el primer ministro ruso, Vladímir Putin.

En el gobierno de Vajpayee, Singh fue ministro de Asuntos Exteriores y más tarde pasó a ministro de Finanzas. También fue ministro de Defensa cuando George Fernandes se vio obligado a dimitir tras la denuncia de Tehelka.
Singh es ampliamente considerado por su manejo de las relaciones con los Estados Unidos, que fueron tensas después de las pruebas nucleares indias de 1998, pero que mejoraron poco después de culminar en la visita en el 2000 del presidente estadounidense Bill Clinton a la India. Su habilidad como negociador y diplomático durante las conversaciones con Estados Unidos ha sido bien reconocida por su homólogo estadounidense Strobe Talbott.

A Singh se le negó un boleto de miembro del parlamento para Barmer por BJP para las elecciones generales indias de 2014 por el coronel. Sonaram Choudhary. Descontento, Singh presentó su nominación como candidato independiente de la circunscripción de Barmer. Posteriormente, fue expulsado del BJP durante seis años y perdió las elecciones.

## Controversia
Una controversia estalló inmediatamente después de la publicación de su libro, "A Call to Honor", en el que Singh insinuaba que había existido un topo en la Oficina del Primer Ministro durante el mandato de PV Narasimha Rao, quien había filtrado información a fuentes estadounidenses sobre la energía nuclear de India. pruebas. Poco después, el primer ministro indio, Manmohan Singh, lo desafió a nombrar el topo. En respuesta, Singh le envió una carta. La carta, dijo Manmohan Singh más tarde, no tenía firma ni el nombre de ningún topo. Jaswant Singh luego retrocedió, diciendo que sus puntos de vista sobre el tema se basaban en una "corazonada".
La controversia se cernió sobre él de nuevo cuando el 17 de agosto de 2009 se publicó otro libro escrito por él, titulado Jinnah: India-Partition-Independence . En esto, elogió a Mohammad Ali Jinnah y afirmó que la política centralizada de Jawaharlal Nehru era responsable de la partición. Más tarde fue expulsado de la membresía principal de BJP como resultado de la controversia resultante. En entrevistas con los medios, citó a BJP como de mente estrecha y con pensamiento limitado. En 2010, fue readmitido en BJP.

## Fallecimiento
En junio de 2020, Singh fue admitido en el Hospital del Ejército de Delhi (R&R) y estaba siendo tratado por sepsis con síndrome de disfunción multiorgánica y efectos de una lesión grave en la cabeza que sufrió como resultado de una caída hace unos años. El 27 de septiembre sufrió un paro cardíaco. Singh murió a la edad de 82 años.

## Cargos desempeñados
- 1980, Elegido para Rajya Sabha (primer mandato).[30]
- 1986, Reelegido a Rajya Sabha (segundo mandato).[4]
- 1986 - 1989, Miembro, Comité de Cuentas Públicas, Rajya Sabha.[13]
- 1986 - 1989, Miembro, Comité de Privilegios, Rajya Sabha.
- 1986 - 1989, Miembro, Comité de Empresas Públicas, Rajya Sabha.
- 1989, Elegido para el noveno Lok Sabha de Jodhpur.
- 1990 - 1992, Miembro del Comité Consultivo constituido en virtud de la Ley de Delegación de Poder (Legislatura del Estado de Punjab) de 1987.
- 1989 - 1991, Miembro, Panel de Presidentes, Lok Sabha.
- 1991 - 1996, Presidente del Comité de Previsiones.
- 1991, Reelegido para el décimo Lok Sabha (segundo mandato) de Chittorgarh.
- 1991 - 1992, Presidente, Comité de Medio Ambiente y Bosques.
- 1991 - 1994, Miembro, Comité Asesor Empresarial.
- 1992, Miembro de la Comisión Parlamentaria Mixta para investigar las irregularidades en las transacciones bancarias y de valores.
- 1993 - 1996, Presidente, Comité Permanente de Energía.
- 1996, Reelegido para el undécimo Lok Sabha (tercer mandato) de Chittorgarh.
- Mayo de 1996 - Junio de 1996, ministro del Gabinete de la Unión, Finanzas.
- Marzo de 1998 - Febrero de 1998, Vicepresidente de la Comisión de Planificación.
- Julio de 1998 , Reelegido a Rajya Sabha (tercer mandato).
- Diciembre de 1998 - Julio de 2000, ministro del Gabinete de la Unión, Asuntos Exteriores.
- Febrero de 1999 - Octubre de 1999, ministro del Gabinete de la Unión, Electrónica (cargo simultáneo).[31]
- Agosto de 1999 - Octubre de 1999, ministro del Gabinete de la Unión, Transporte de superficie (cargo simultáneo).
- Octubre de 1999 - Reelegido a Rajya Sabha (cuarto mandato).
- Marzo de 2001 - Octubre de 2001 - ministro del Gabinete de la Unión, Defensa (cargos simultáneos).
- Julio de 2002 - Abril de 2004, ministro de la Unión, Finanzas y Asuntos Empresariales.
- Abril de 2002 - Mayo de 2004, ministro del Gabinete de la Unión, Finanzas.
- 2004, Reelegido a Rajya Sabha (quinto mandato).
- 2004, Líder de la oposición, Rajya Sabha.
- Agosto de 2004 - Agosto de 2006, Miembro del Comité de Ciencia y Tecnología, Medio Ambiente y Bosques.
- Agosto de 2004 - Mayo de 2009, Miembro de la Comisión Parlamentaria Mixta sobre la instalación de retratos / estatuas de líderes nacionales y parlamentarios en el edificio del Parlamento.[32]
- Agosto de 2005, Miembro del Comité de fines generales.
- 2009, Reelegido para el 15.º Lok Sabha (cuarto mandato) de Darjeeling.
- Agosto de 2009 - Diciembre de 2009, Presidente de la Comisión de Cuentas Públicas.
- Septiembre de 2009, Miembro de la Comisión de Presupuesto.
- Enero de 2010, Miembro de la Comisión de Cuentas Públicas.

## Libros
- Singh, Jaswant (1996). National Security.. Spantech & Lancer. ISBN 1-897829-18-3. OCLC 1119753542.Singh, Jaswant (1996). National Security.. Spantech & Lancer. ISBN 1-897829-18-3. OCLC 1119753542. Singh, Jaswant (1996). National Security.. Spantech & Lancer. ISBN 1-897829-18-3. OCLC 1119753542.
- Singh, Jaswant, (1999). Defending India. London. ISBN 978-1-349-27191-7. OCLC 1004385546.Singh, Jaswant, (1999). Defending India. London. ISBN 978-1-349-27191-7. OCLC 1004385546. Singh, Jaswant, (1999). Defending India. London. ISBN 978-1-349-27191-7. OCLC 1004385546.
- Singh, Jaswant (2001). District diary. New Delhi: Macmillan India Ltd. ISBN 0-333-93643-4. OCLC 48517870.Singh, Jaswant (2001). District diary. New Delhi: Macmillan India Ltd. ISBN 0-333-93643-4. OCLC 48517870. Singh, Jaswant (2001). District diary. New Delhi: Macmillan India Ltd. ISBN 0-333-93643-4. OCLC 48517870.
- Singh, Jaswant (2006). Travels in Transoxiana : in lands over the Hindu-Kush & across the Amu Darya. New Delhi: Rupa & Co. ISBN 81-291-1002-4. OCLC 76872107.Singh, Jaswant (2006). Travels in Transoxiana : in lands over the Hindu-Kush & across the Amu Darya. New Delhi: Rupa & Co. ISBN 81-291-1002-4. OCLC 76872107. Singh, Jaswant (2006). Travels in Transoxiana : in lands over the Hindu-Kush & across the Amu Darya. New Delhi: Rupa & Co. ISBN 81-291-1002-4. OCLC 76872107.
- Singh, Jaswant (2007). In service of emergent India : a call to honor. Singh, Jaswant, 1938-. Bloomington. ISBN 978-0-253-02800-6. OCLC 965828245.Singh, Jaswant (2007). In service of emergent India : a call to honor. Singh, Jaswant, 1938-. Bloomington. ISBN 978-0-253-02800-6. OCLC 965828245. Singh, Jaswant (2007). In service of emergent India : a call to honor. Singh, Jaswant, 1938-. Bloomington. ISBN 978-0-253-02800-6. OCLC 965828245.
- Singh, Jaswant (2007). Till memory serves : Victoria Cross winners of India. Singh, Manvendra. New Delhi: Rupa & Co. ISBN 978-81-291-1115-9. OCLC 132681691.Singh, Jaswant (2007). Till memory serves : Victoria Cross winners of India. Singh, Manvendra. New Delhi: Rupa & Co. ISBN 978-81-291-1115-9. OCLC 132681691. Singh, Jaswant (2007). Till memory serves : Victoria Cross winners of India. Singh, Manvendra. New Delhi: Rupa & Co. ISBN 978-81-291-1115-9. OCLC 132681691.
- Singh, Jaswant (2006). Khānakhānā nāmā. Naī Dillī: Rūpā eṇḍa Kampanī. ISBN 81-291-1055-5. OCLC 144754897.Singh, Jaswant (2006). Khānakhānā nāmā. Naī Dillī: Rūpā eṇḍa Kampanī. ISBN 81-291-1055-5. OCLC 144754897. Singh, Jaswant (2006). Khānakhānā nāmā. Naī Dillī: Rūpā eṇḍa Kampanī. ISBN 81-291-1055-5. OCLC 144754897.
- Singh, Jaswant (2008). Conflict and diplomacy : US and the birth of Bangladesh, Pakistan divides. Bhāṭiyā, Sūraja., Manekshaw, Sam, 1914-2008. New Delhi: Rupa & Co. ISBN 81-291-1335-X. OCLC 222670160.Singh, Jaswant (2008). Conflict and diplomacy : US and the birth of Bangladesh, Pakistan divides. Bhāṭiyā, Sūraja., Manekshaw, Sam, 1914-2008. New Delhi: Rupa & Co. ISBN 81-291-1335-X. OCLC 222670160. Singh, Jaswant (2008). Conflict and diplomacy : US and the birth of Bangladesh, Pakistan divides. Bhāṭiyā, Sūraja., Manekshaw, Sam, 1914-2008. New Delhi: Rupa & Co. ISBN 81-291-1335-X. OCLC 222670160.
- Singh, Jaswant (2010). Jinnah : India, partition, independence. Oxford: Oxford University Press. ISBN 978-0-19-547927-0. OCLC 611042665.Singh, Jaswant (2010). Jinnah : India, partition, independence. Oxford: Oxford University Press. ISBN 978-0-19-547927-0. OCLC 611042665. Singh, Jaswant (2010). Jinnah : India, partition, independence. Oxford: Oxford University Press. ISBN 978-0-19-547927-0. OCLC 611042665.
- Singh, Jaswant (2012). The audacity of opinion : reflections, journeys, musings. New Delhi. ISBN 93-81506-18-3. OCLC 820430326.Singh, Jaswant (2012). The audacity of opinion : reflections, journeys, musings. New Delhi. ISBN 93-81506-18-3. OCLC 820430326. Singh, Jaswant (2012). The audacity of opinion : reflections, journeys, musings. New Delhi. ISBN 93-81506-18-3. OCLC 820430326.
- Singh, Jaswant (2013). India at risk : mistakes, misconceptions and misadventures of security policy. New Delhi. ISBN 978-81-291-2907-9. OCLC 866857167.Singh, Jaswant (2013). India at risk : mistakes, misconceptions and misadventures of security policy. New Delhi. ISBN 978-81-291-2907-9. OCLC 866857167. Singh, Jaswant (2013). India at risk : mistakes, misconceptions and misadventures of security policy. New Delhi. ISBN 978-81-291-2907-9. OCLC 866857167.